# Сухой Остров (Минская область)
Сухой остров (бел. Сухі Востраў) — деревня в Смолевичском районе Минской области Беларуси. Входит в состав Жодинского сельсовета.

## Географическое положение
Деревня располагается в 4 км на запад от Жодино (в 740 м на север от микрорайона Жодино Новые Грядки), в 13 км на юго-восток от Смолевичей, в 50 км от Минска, в 3,6 и 4,3 км на юг и юго-западе от железнодорожных остановочных станций Барсуки и Жодино-Южное.

## История
В начале XX деревня называлась Остров-Сухой и находилась в Юрьевской волости Борисовского уезда.
В 1941—1944 годах была под оккупацией Нацистской Германии. В мае 1944 Сухой Остров и ряд других деревень были сожжены.
До 12 ноября 1957 года деревня входила в состав Плисского сельсовета.

## Население
- 1917 — 4 двора, 28 жителей[2]
- 1999 — 4 жителя
- 2009 — 3 жителя[4]
- 2019 — 7 жителей
- 2021 — 8 дворов[4]

## Климат
Климат здесь умеренный, с тёплым летом и мягкой зимой. Средняя температура января — минус 6,8 °С; июля — плюс 17,5 °С. Зимой дуют южные ветры, а летом восточные и северо-восточные. Средняя скорость ветра 3 м/с. Годовое количество осадков 550—650 мм.